# Cruiz Manning
Cruiz Saint Luc Manning (ur. 17 sierpnia 1990) – kanadyjski zapaśnik walczący w stylu wolnym. Zajął 31. miejsce na mistrzostwach świata w 2015. Brązowy medalista mistrzostw panamerykańskich z 2020; piąty w 2014 roku.
Zawodnik Newtonbrook Secondary School z Newtonbrook, Toronto i Brock University.